# Mont Saint-Cyr
Ne doit pas être confondu avec Massif de Saint-Cyr.
Pour les articles homonymes, voir Saint-Cyr.
Le mont Saint-Cyr, avec une altitude de 771 m, est le point culminant des monts du Mâconnais. Situé sur la commune de Montmelard, en bordure méridionale du département de Saône-et-Loire, et bordé par celles de Matour et de Dompierre-les-Ormes, il se trouve aux confins du Haut Clunisois, du Charolais et du Brionnais.
À son sommet, le panorama s'étend sur 360° sur :
- le Charolais au nord et à l'ouest ;
- le Clunisois et les monts du Mâconnais au nord et à l’est ;
- le Brionnais et les contreforts du Beaujolais au sud ;
- les monts du Forez et de la Madeleine au sud-ouest.

Enfin, lorsque les conditions le permettent, il est même possible en regardant vers l'est de voir émerger les Alpes.
Il a donné son nom à la communauté de communes Saint-Cyr Mère Boitier entre Charolais et Mâconnais.

## Histoire
Un combat a eu lieu le 15 novembre 1943 à Montmelard, village au pied de la colline, où les troupes d'occupation allemandes attaquèrent les résistants du maquis de Beaubery.

## Activités
Le tourisme est un atout pour le Haut-Clunysois par la richesse paysagère de ces sites. Au pied du mont Saint-Cyr, se trouvent des hébergements dans l'hôtel-restaurant de Montmelard ou encore à Dompierre-les-Ormes (camping, village de chalets, gîtes, hôtel, etc.).
C'est le tourisme nature qui domine dans cette région au paysage rural et de moyenne montagne surnommée la petite suisse du mâconnais.
À proximité se trouvent l'arboretum domanial de Pézanin et le Lab 71, complexe autour de la science, de la culture et du développement durable.

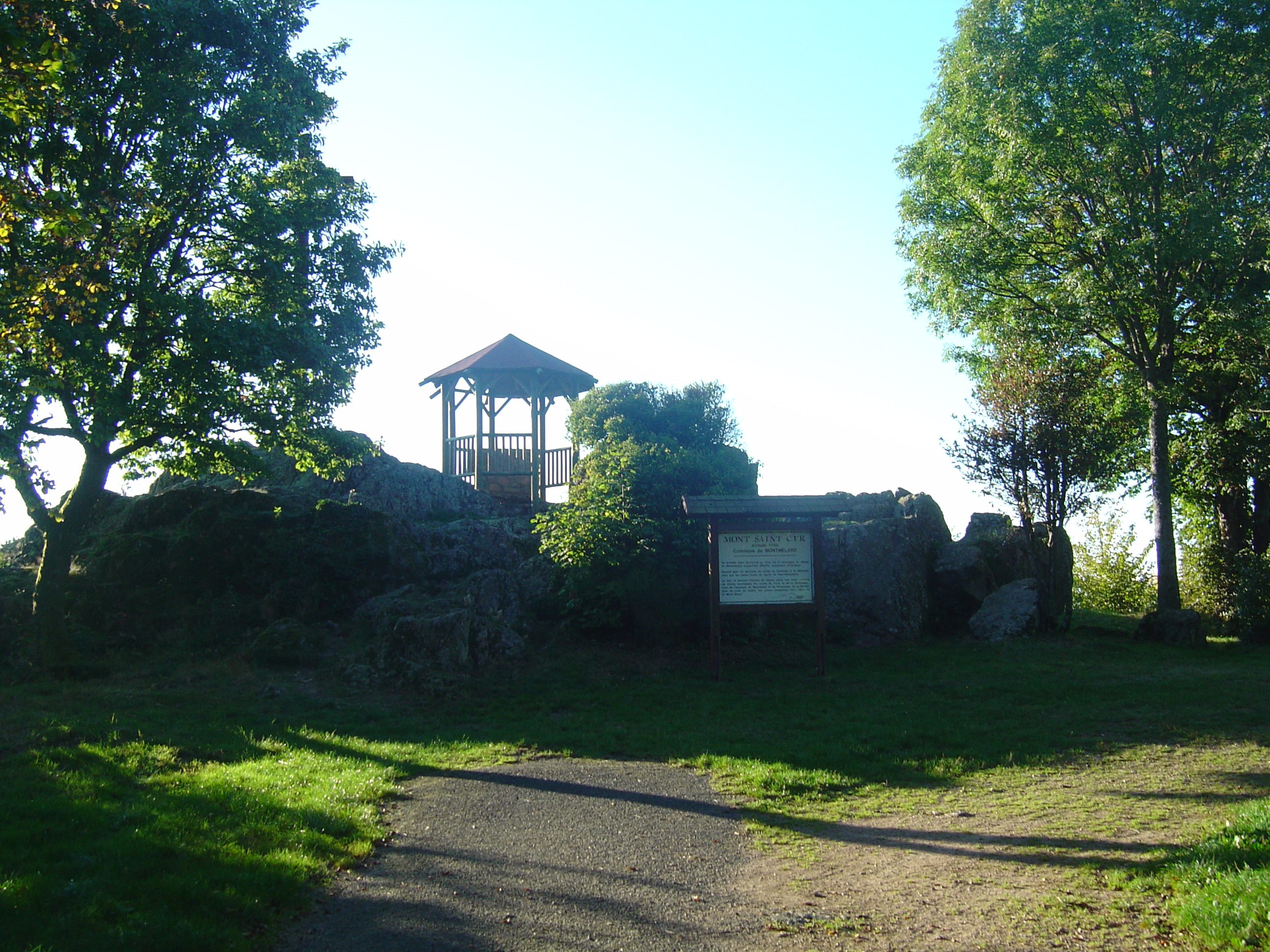
Table d'orientation et croix (cachée par les arbres) au sommet.
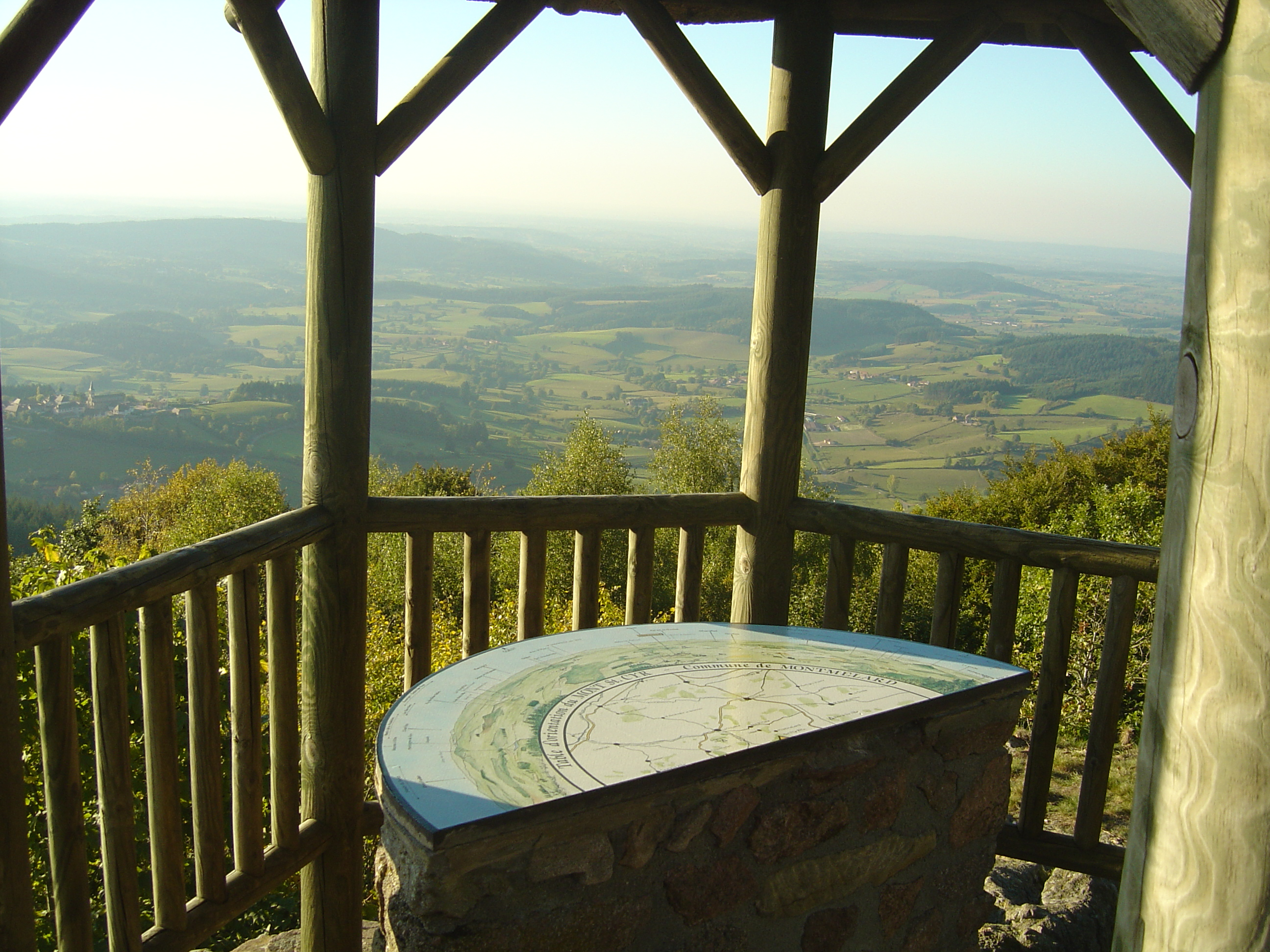
L'une des trois tables d'orientation du mont Saint-Cyr.